# Hisham Matar

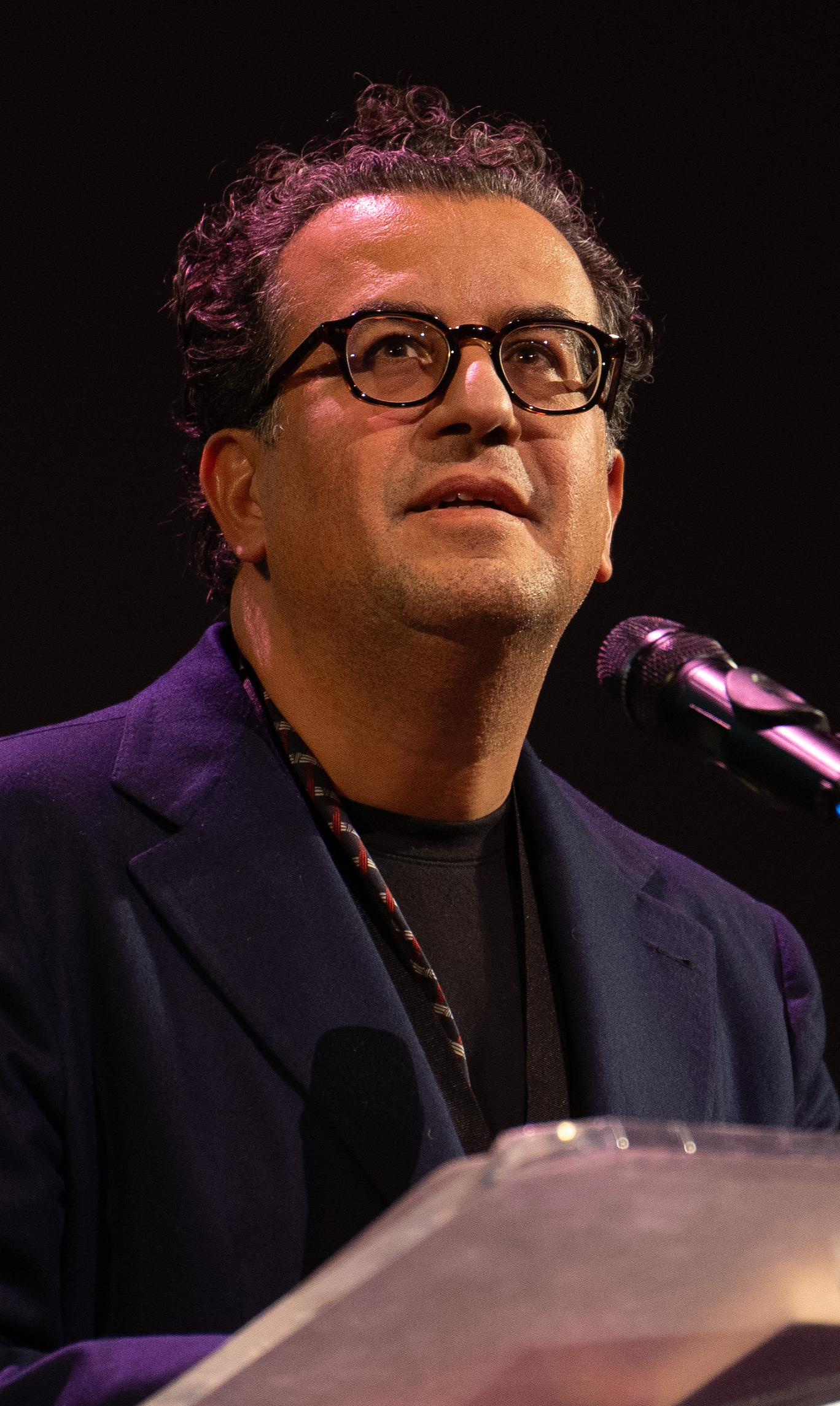
Hisham Matar (2024)

Hisham Matar (arabisch هشام مطر Hischam Matar, DMG Hišām Maṭar; * 1970 in New York City) ist ein libyscher Autor.

## Leben
Hisham Matar verbrachte die ersten drei Lebensjahre in New York, wo sein Vater, Jaballa Matar, für die libysche Delegation bei den Vereinten Nationen arbeitete. Als er drei Jahre alt war, kehrte die Familie nach Libyen zurück. Hier verbrachte Matar seine frühe Kindheit, bis die Familie gezwungen war, wegen politischer Verfolgung nach Kenia und dann nach Ägypten zu fliehen. In Kairo besuchte er mit seinem Bruder die Schule. 1986 ging Matar nach London, wo er Architektur studierte. 1990 lieferte Ägypten seinen Vater wegen Unterstützung des libyschen Widerstands gegen Muammar al-Gaddafi aus.

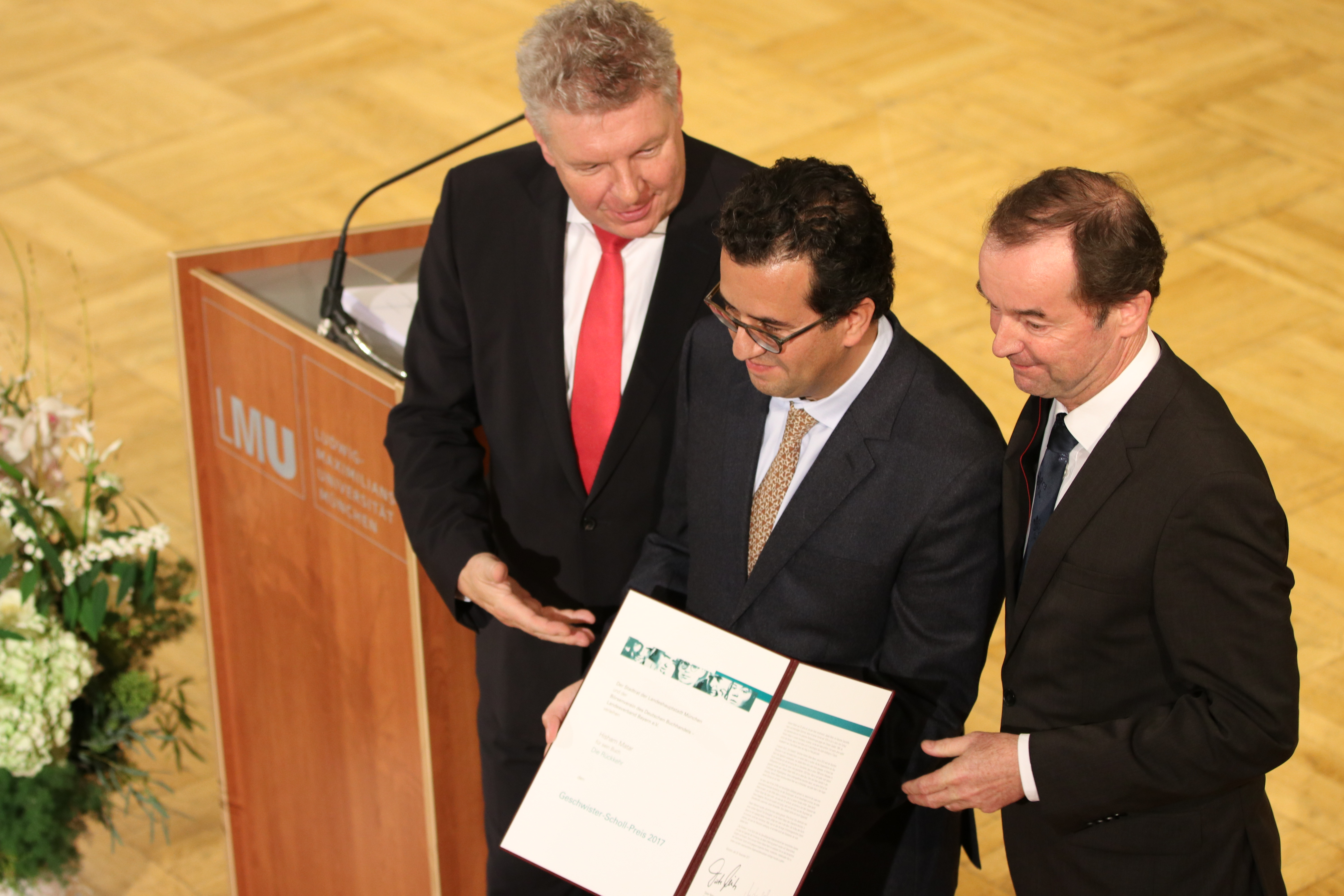
Verleihung des Geschwister-Scholl-Preises 2017 an Hisham Matar

Matars erster Roman In the Country of Men erschien 2006. Das Buch wurde in 22 Sprachen übersetzt und für die Shortlist des Man Booker Prize und für den Guardian First Book Award nominiert. Mit diesem Roman gewann er 2007 den Commonwealth Writers’ Prize. Ebenfalls 2007 erhielt Nessuno al mondo den erstmals vergebenen Premio Gregor von Rezzori als „Bestes ausländisches Werk“. Sein zweites Buch erschien 2011 unter dem Titel Anatomy of a Disappearance. Für The Return: Fathers, Sons and the Land in Between wurde er 2017 mit dem Pulitzer-Preis für Biographie oder Autobiographie sowie mit dem Geschwister-Scholl-Preis ausgezeichnet.
Der Autor lebt in London und schreibt seine Bücher in englischer Sprache.

## Politische Einstellungen
Im Oktober 2024 gehörte Matar zu den Unterzeichnern eines Aufrufs zum Boykott israelischer Kulturinstitutionen, „die an der überwältigenden Unterdrückung der Palästinenser mitschuldig sind oder diese stillschweigend beobachtet haben“.

## Werke
- In the Country of Men. Viking, London 2006, ISBN 0-670-91639-0.
  - Im Land der Männer. Übersetzung von Werner Löcher-Lawrence. Luchterhand, München 2007, ISBN 978-3-630-87244-5.
- Anatomy of a Disappearance. Viking, London 2011, ISBN 978-0-670-91651-1.
  - Geschichte eines Verschwindens. Übersetzung von Werner Löcher-Lawrence. Luchterhand, München 2011, ISBN 978-3-630-87245-2.[7][8]
- The Return: Fathers, Sons and the Land in Between, Viking, 2016, ISBN 978-0-241-96628-0.
  - Die Rückkehr. Auf der Suche nach meinem verlorenen Vater. Übersetzung Werner Löcher-Lawrence. Luchterhand, München 2017, ISBN 978-3-630-87422-7.[9]